# Umayalpuram K. Sivaraman
Umayalpuram Kasiviswanatha Sivaraman (1935, Thanjavur, India) es un percusionista de música clásica carnática del sur de India. Es ejecutante del tambor mridangam. Fue galardonado con el premio con Padma Vibhushan, el segundo más alto honor civil en India, en 2010. y recibió doctorado honorario por la Universidad de Kerala en 2010. Su estilo de tocar es altamente preciso, con gran claridad en todos sus golpes y dominio de velocidades.

## Distinciones
- Padma Shri, 1988
- Kalaimamani, 1992
- Padma Bhushan, 2003
- Padma Vibhushan, 2010
- Sangeet Natak Academy Ratna Fellow, 2011